# Église Saint-François-d'Assise de Vanves
L'église Saint-François-d'Assise est une église catholique situé rue Sadi-Carnot à Vanves dans les Hauts-de-Seine. Elle est consacrée à saint François d'Assise.

## Présentation
Une première église est construite selon les plans de Charles Venner, architecte des Œuvres du Plateau de Vanves, en 1921. Elle est détruite en 1980.
La seconde église de briques est consacrée en 1986 par Mgr Favreau, évêque de Nanterre. De plan rectangulaire, elle possède un haut clocher-porche et est orientée nord-sud. Elle est entourée de hautes barres d'immeubles.
La messe dominicale y est célébrée le dimanche à 18 h. L'église Saint-Rémy de Vanves est l'autre église catholique de la ville.

## Illustrations

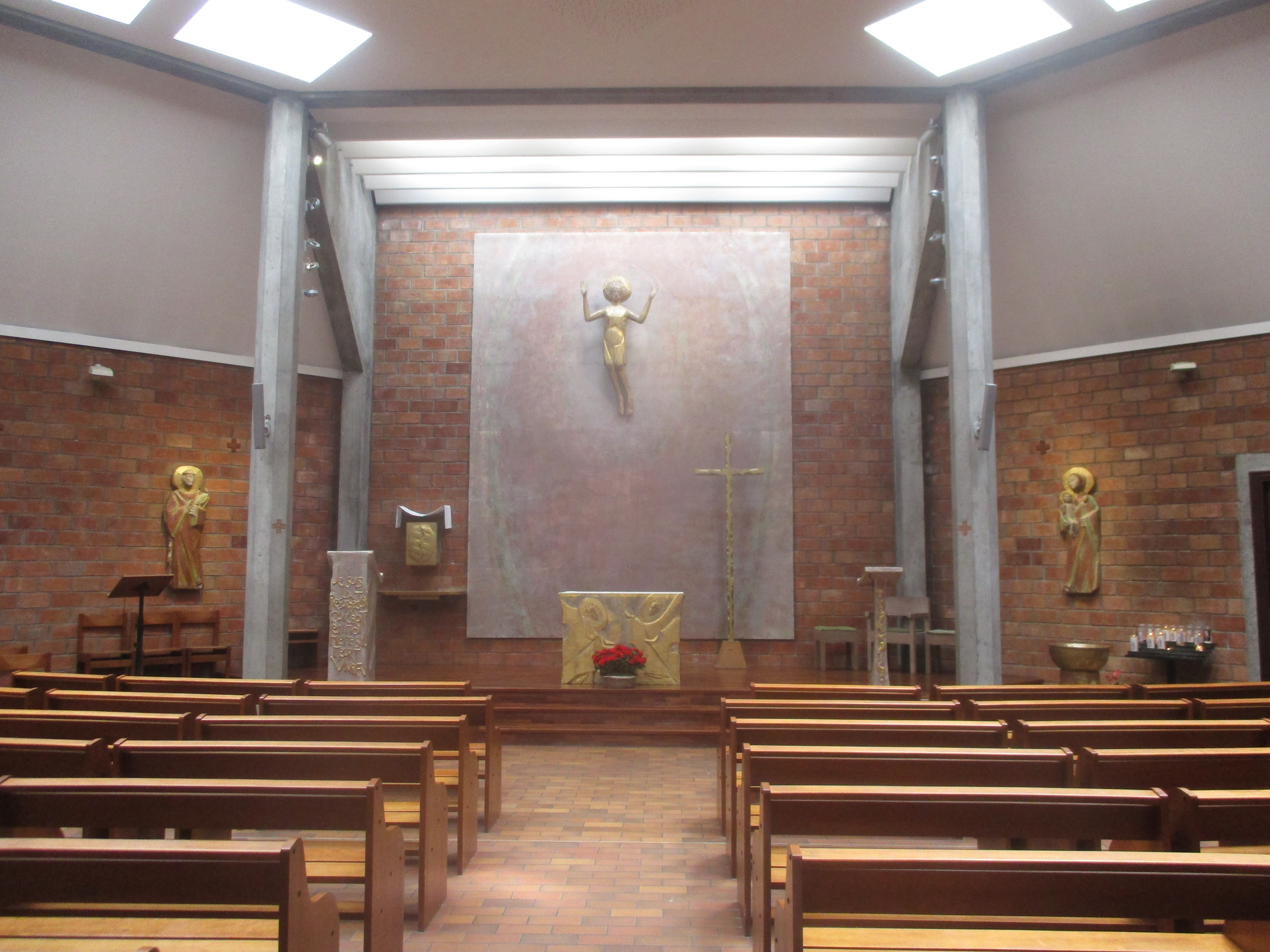
Intérieur de l'église
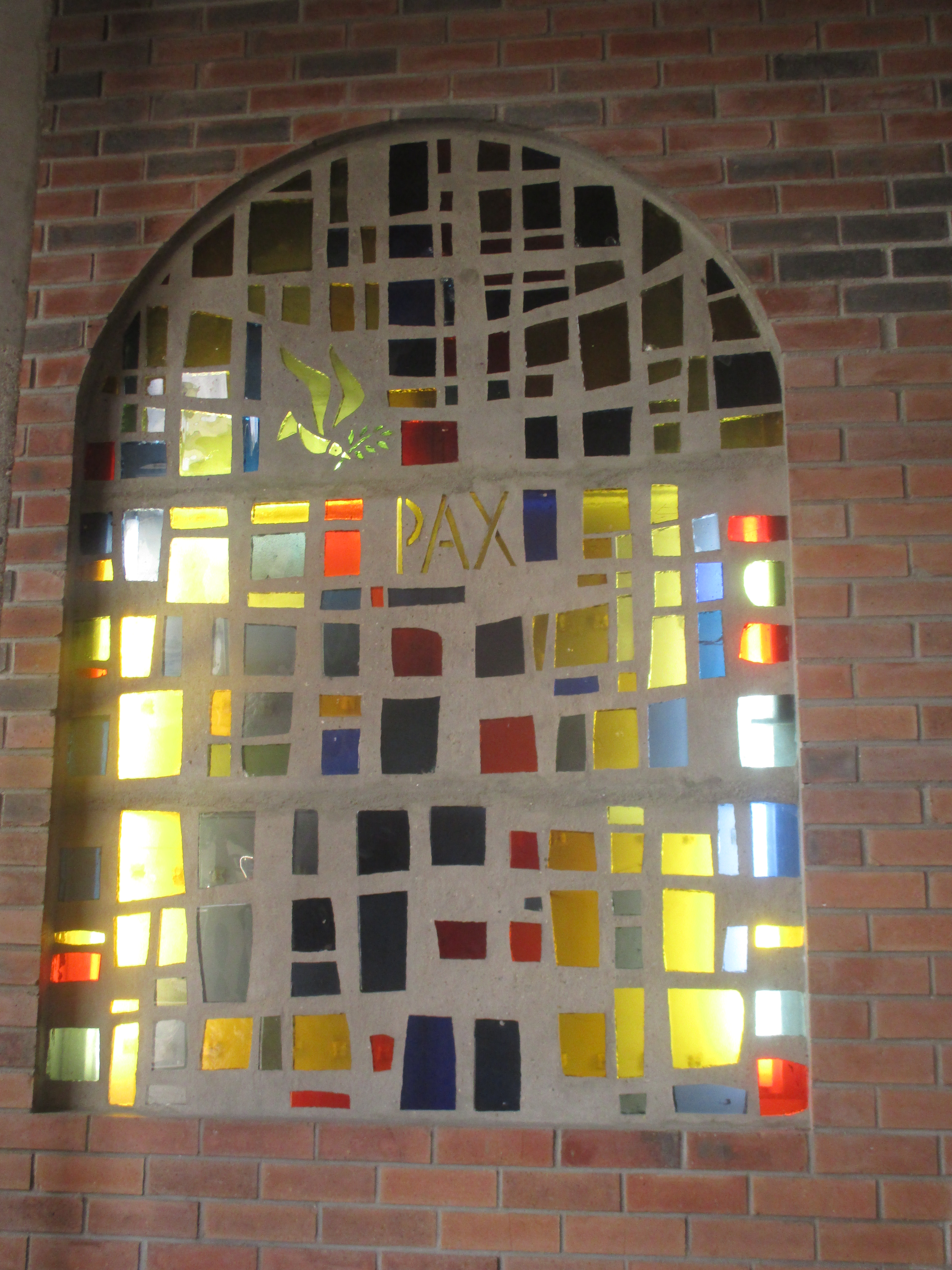
Vitrail "Pax" dans le narthex

## Pour approfondir